# Roithechtaigh II mac Roan
Roithechtaigh II mac Roan lub Roithechtach II mac Roan – legendarny zwierzchni król Irlandii z dynastii Milezjan (linia Emera) w latach 569-562 p.n.e. Syn Roana, syna Failbe’a, syna Cas Cedchaingnecha, syna Faildergdoida, zwierzchniego króla Irlandii.
Lebor Gabála Érenn („Księga najazdów Irlandii”) podała, że Rotheightaigh był królem królestwa Gailenga, zanim objął zwierzchni tron irlandzki. Dokonał tego w wyniku zabójstwa arcykróla Sirny Saeglacha w Alinn. Był pierwszym władcą używającym rydwanu zaprzężonego w cztery konie. Rządził Irlandią przez siedem lat. Zginął rażony piorunem w Dun Sobhairce (ob. Dunseverick), w hrabstwie Antrim. Jego następcą na tronie został syn Elim I Ollfinsnechta.